# Kenneth Glass
Kenneth Gilbert „Ken“ Glass (* 24. Juli 1913 in Toronto; † 17. Januar 1961 in Vancouver) war ein kanadischer Segler.

## Erfolge
Kenneth Glass, der für den Royal Vancouver Yacht Club segelte, gewann 1932 in Los Angeles bei den Olympischen Spielen in der 6-Meter-Klasse die Bronzemedaille. Er war Crewmitglied des von Skipper Philip Rogers angeführten Bootes Caprice, das die ersten vier Wettfahrten auf dem dritten und letzten Platz beendete und damit hinter den einzigen anderen beiden Booten Dritter wurde. Die US-Amerikaner schlossen alle Wettfahrten auf Rang zwei ab, die Schweden wurden jeweils Erste. Mangels Erfolgsaussichten nahmen die Kanadier an den letzten beiden der insgesamt sechs Wettfahrten nicht mehr teil. Neben Glass gehörten Gerald Wilson und Gardner Boultbee zur Crew der Caprice. Von 1953 bis 1954 war er Commodore des Royal Vancouver Yacht Clubs.
1939 schloss Glass sein Studium an der University of British Columbia ab. Während des Zweiten Weltkriegs diente er bei der Royal Canadian Navy. Nach dem Krieg arbeitete er in der Leichtmetallindustrie und stieg unter anderem bis zum Präsidentenposten von Western Magnesium auf.